# 雅琪·格羅伊能
雅琪·諾艾爾·格羅伊能（荷蘭語：Jackie Noëlle Groenen，1994年12月17日—），荷蘭女子足球運動員，司職中場。目前效力於巴黎聖日耳門和荷蘭國家女子足球隊。

## 生平

### 柔道生涯
早年是柔道運動員，並贏得多個獎項。在2007年、2008年和2009年，她在15歲以下的年齡段中獲得荷蘭冠軍，並曾獲得32公斤以下級體重冠軍。2010年3月6日，她在荷蘭蒂爾堡舉行的17歲以下年齡組比賽中獲得金牌，同年6月在特普利采舉行的歐洲錦標賽上獲得了金牌。在2011年2月，格羅伊能贏得了荷蘭初級（20歲以下年齡組）冠軍，級別為44公斤以下級。
在17歲時由於臀部受傷，她決定從柔道退役。

### 足球生涯
2017年曾代表荷蘭參加2017年歐洲女子足球錦標賽，該屆賽事荷蘭成功獲得冠軍，不過格羅伊能在該屆賽事中未有進球；
她也參加了2019年國際足協女子世界盃。在半決賽荷蘭面對瑞典的賽事中，格羅伊能於加时赛第99分钟，从距对方门将赫德维格·林达尔20码（18米）处打进全場唯一进球，幫助荷蘭以1-0獲勝，進入2019年国际足联女子世界杯决赛。
格羅伊能倫敦為切爾西效力時，正在蒂爾堡大學攻讀法律學位，俱樂部也允許她返回荷蘭參加考試。

## 家庭
姐姐梅爾（Merel）曾經為比利時女子足球聯賽的里爾（Lierse SK）效力 。

## 外部連結
- Profile （页面存档备份，存于） 於曼徹斯特聯女子足球會
- Profile （页面存档备份，存于） at OnsOranje.nl （荷兰文）
- 雅琪·格羅伊能－UEFA國際賽競賽紀錄
- Soccerway資料庫：雅琪·格羅伊能
- 雅琪·格羅伊能的X（前Twitter）